# Dekanat Lewocza
Dekanat Lewocza (sł.:Levočský dekanát) – jeden z 14 dekanatów w rzymskokatolickiej diecezji spiskiej na Słowacji.

## Parafie
W skład dekanatu wchodzi 9 parafii:
1. parafia św. Szczepana – Domaňovce
2. Parafia św. Wawrzyńca w Hrabušicach – Hrabušice
3. parafia Siedmiu Boleści NMP – Iliašovce
4. parafia Narodzenia NMP – Klčov
5. parafia św. Jakuba Apostoła – Lewocza
6. parafia św. Szymona – Spišský Hrhov
7. parafia św. Władysława – Spiski Czwartek
8. parafia św. Jana Chrzciciela – Uloža
9. parafia św. Katarzyny Aleksandryjskiej – Vyšné Repaše

## Sąsiednie dekanaty
Spišský Štiavnik, Spiskie Podgrodzie, Nowa Wieś Spiska, Stara Lubowla, Kieżmark, Poprad